# Carlo Antonio Campioni
Carlo Antonio Campioni, auch Charles Antoine Campion, (* 16. November 1720 in Lunéville; † 12. April 1788 in Florenz) war ein italienischer Violinist, Komponist und Kapellmeister.

## Leben
Carlo Antonio Campioni war der Sohn eines Bediensteten am lothringischen Hof in Lunéville. Vermutlich reiste er um 1737 nach Padua und wurde dort neben Pietro Nardini, der später in Florenz sein Mitarbeiter wurde, Schüler von Giuseppe Tartini. Ab 1752 war Campioni Domkapellmeister in Livorno, wo zu dieser Zeit der Tenor Anton Raaff wirkte, dieser schilderte dem Padre Martini gegenüber Campionis Jugendwerke als die eines novizenhaften Meisters. 1762 erhielt er in Paris das königliche Privileg, seine Werke zu drucken.
Ab 1760 war Campioni dem Hof von Florenz verbunden, dort wurde er 1763 zum Kapellmeister des Großherzogs der Toskana und Kapellmeister am Dom von Florenz sowie am Oratorium San Giovanni Battista ernannt. 1770 begegnete Campioni in Florenz dem 14-jährigen Wolfgang Amadeus Mozart, der mit ihm und Nardini musizierte. Aus der Zeit in Livorno und Florenz sind zahlreiche sakrale Werke überliefert, darunter Requiemvertonungen für Kaiser Franz I. (1766) und Kaiserin Maria Theresia (1780). Den größten Erfolg hatte er mit seiner Kammermusik, die von Verlegern in England, den Niederlanden und in Frankreich nachgestochen wurde.
Seine Kirchenmusik ist eher im Stile antico gehalten, in diesem Zusammenhang verfügte er über eine reichhaltige Musikbibliothek, von der Charles Burney 1772 behauptete: Nächst dem Padre Martini hat er die größte Sammlung von alter Musik, besonders Madrigale vom 16. und 17. Jahrhundert, die ich jemals gesehen habe.

## Forschung
Constantin Floros schrieb in Wien 1955 über das Thema Antonio Campioni als Instrumentalkomponist seine Dissertation.

## Werke (Auswahl)
Neben der Kirchenmusik und Kantaten schrieb Campioni zahlreiche Triosonaten, Duos, ein Streichquartett und Cembalomusik. In der Kammermusik wird die Nähe zu Tartinis und Nardinis Werken deutlich. Mehrere Drucke befanden sich in der Privatbibliothek der Familie Thomas Jeffersons.

### Vokalwerke
- Op. 8: Salve Regina a Voce sola di Soprano, con gl’Istrumenti (Paris, Le Clerc, vor 1763)
- Venere placata (Livorno, 1760)
- Kantate T’amo bell’idol mio
- Messe (1780)
- etwa 40 weitere liturgische Werke zu 4 Stimmen und B. c.

### Orchesterwerke
- Sinfonia für Streichinstrumente
- Concerto für Oboe (Handschrift)
- Concerto per Cimbalo con Violini, e primo Violino obbligato, Corni da Caccia, e Viola (Handschrift)
- 3 Concerti für Traversflöte
- Concerto für 2 Traversflöten

### Kammermusik
- Op. 1: Six Sonatas for two Violins with a thorough Bass for the Harpsichord (London, Johnson; London, Walsh)
- Op. 2: Six Sonatas for two Violins with a thorough Bass for the Harpsicord or Violoncello (London, Walsh)
- Op. 3: Six Sonatas for two Violins with a thorough Bass for the Harpsicord or Violoncello (London, Walsh; Paris; Lyon)
- Opp. 4, 5, 7: Triosonaten mit sich überschneidenden Inhalten und Opuszahlen bei verschiedenen Verlegern (London; Amsterdam; Paris)
- Op. 7: Six Duets for a Violin and Violoncello (London, Bremner, ca. 1765)
- Op. 8: 6 Six Sonatas or Duets for two Violins (London)
- Op. 9: 6 Six Duos pour un Violon et un Violoncel (Paris, zwischen 1775 und 1777)
- Six Duets for two Violins (London, Welcker)
- 3 Sonate da Camera für Traversflöte und Cembalo
- Six Sonatas for the Harpsichord (London, Bremner, 1763)
  - Nr. 6 con Violino obbligato
- Fuge in F-Dur für Fortepiano

### Theoretisches Werk
- Trattato teorico e pratico dell’accompagnamento del cimbalo